# Odakyū série 5000
La série 5000 (5000形, Odakyū 5000-gata) d'Odakyū est un type de rame automotrice exploitée depuis 2020 par la compagnie Odakyū au Japon. C'est le second modèle de la compagnie à porter ce numéro.

## Description
Les rames sont composées de 10 voitures comprenant chacune 4 paires de portes.
L'espace voyageurs se compose de banquettes longitudinales. Des sièges prioritaires ainsi qu'un espace réservé aux fauteuils roulants et poussettes se trouvent dans chaque voiture.

## Histoire
La première rame est entrée en service le 26 mars 2020.

## Services
Les rames circulent sur les lignes Odawara, Enoshima et Tama du réseau Odakyū.

## Galerie photos

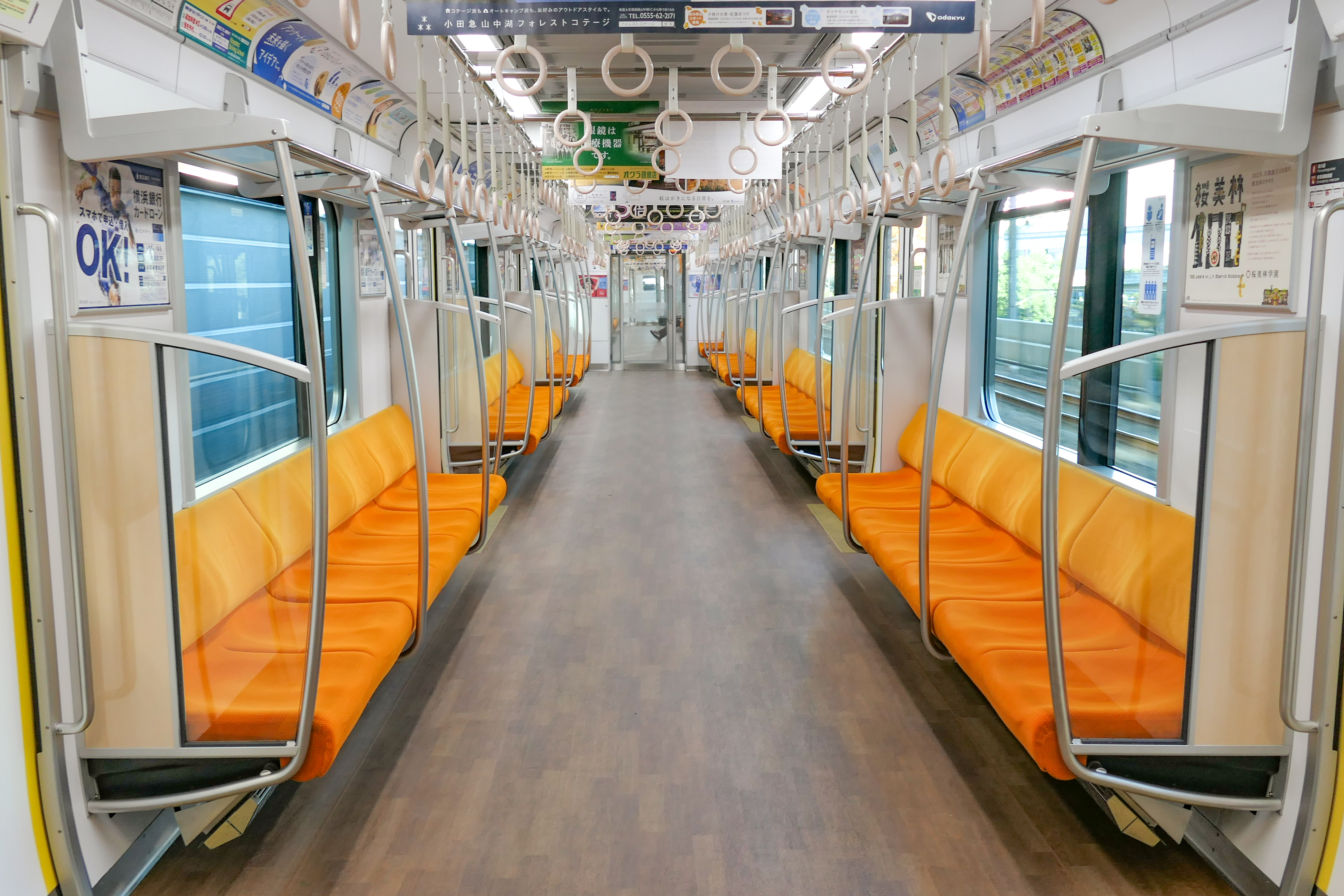
Intérieur de la rame.
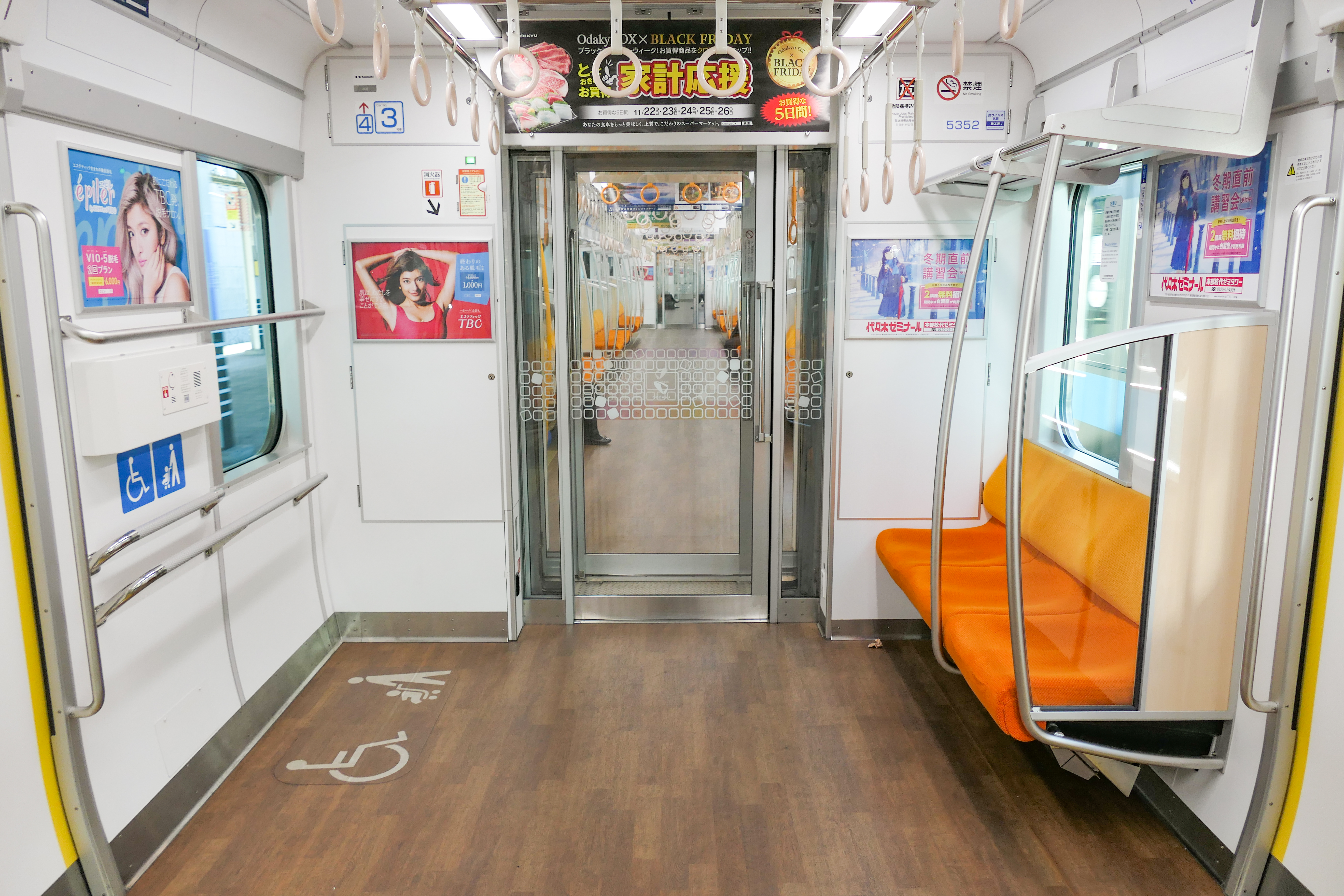
Espace réservé aux fauteuils roulants et poussettes.
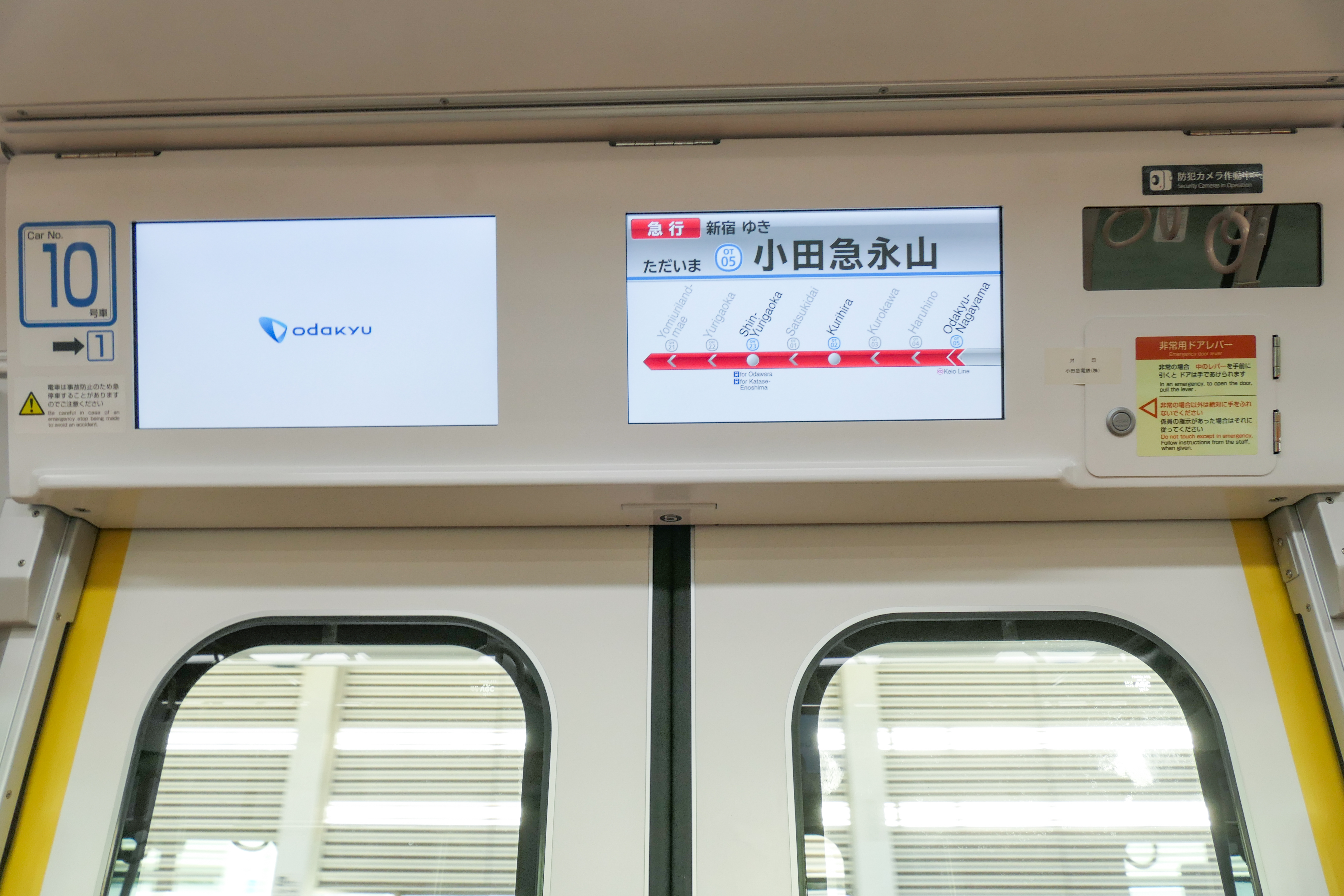
Ecrans d'information voyageurs.